# Charles de Bérard, marquis de Montalet
Pour les articles homonymes, voir de Bérard et Montalet.
Charles de Bérard, seigneur de Montalet, dit le marquis de Montalet (né après 1576 au château de Potelières et mort en 1627), est un officier français originaire du Languedoc, premier capitaine commandant la Compagnie des Mousquetaires du Roi à sa création en 1622 par le roi de France Louis XIII.

## Famille
Membre de la famille de Bérard de Montalet, branche de la famille cévenole de Bérard, il est le fils aîné de Jean de Bérard, seigneur de Montalet, dit le marquis de Montalet, et de Noémie d'Audibert de Lussan, mariés le 5 mai 1576.
Considérant les alliances et l'ancienneté de sa famille, Nicolas de Lamoignon de Basville, intendant de Languedoc, écrit dans ses Mémoires pour servir à l'histoire de Languedoc que les maisons de Bérard de Montalet et de La Fare sont sans contredits les meilleurs de la province où elles se sont établies.
De son mariage le 20 décembre 1611 avec Louise de La Garde de Chambonas, il a cinq enfants.

## Carrière
« Charles de Bérard, marquis de Montalet, reçut des marques particulières de bonté et d'estime de la part du Roi Louis XIII, lorsque, voyageant en Languedoc, il passa à Alais où il séjourna. Le marquis de Chambonas, chevalier des ordres, beau-père de Charles, le présenta à Sa Majesté avec ses six frères, dont quatre, ainsi que lui, étaient employés dans ses armées. Le Roi voulut bien en témoigner sa satisfaction, et loua surtout le zèle de l'aîné pour la défense de la Religion et des droits de son prince. »
En 1622 lors de la création de la compagnie des mousquetaires du roi, il en est nommé capitaine-commandant, poste qu'il conserve jusqu'en 1627. Il commande la compagnie des mousquetaires du roi lors du siège de Saint-Martin-de-Ré en 1627.